# Georg Friedrich von Fischer
Georg Friedrich Fischer, ab 1819 von Fischer, (* 26. Oktober 1767 in Ötisheim; † 2. Januar 1841 in Stuttgart) war ein württembergischer Politiker und Verwaltungsbeamter.

## Leben
Georg Friedrich Fischer war der Sohn des Kirchenpflegers Johann Georg Fischer und der Wilhelmine Ebner, Tochter des Herzoglich Württembergischen Stallmeister Karl Gottlieb Ebner. Er besuchte zuerst die Schule in Ötisheim. Herzog Carl Eugen wurde persönlich auf den Jungen aufmerksam und ermöglichte ihm eine Aufnahme in die Hohe Carlsschule. Dort erlernte er das Schreiber- und Kameralfach und studierte Jura. Ende 1790 verließ Fischer die Carlsschule. Er war zunächst Gehilfe seines Vaters in Bebenhausen, der dort Kirchenpfleger des Klosters war. Anschließend arbeitete er als Advokat in Bebenhausen, bevor er 1804 Oberamtmann beim Oberamt Heubach und 1805 beim Oberamt Ehingen wurde. Wegen angeblicher Unfähigkeit als Oberamtmann wurde er auf Befehl des württembergischen Königs entlassen, er wurde Advokat in Wiblingen.
Nach seiner Wiedereinstellung in den Staatsdienst war er als Regierungsrat, später als Oberregierungsrat Mitglied der Organisationskommission zur Organisation der unteren Ämter. Fischer war der Redakteur des Hauptedikts, sein Ziel einer Trennung von Staatsverwaltung und Justiz konnte er dabei durchsetzen. Ende 1818 wurde er zum wirklichen Staatsrat ernannt und gleichzeitig als ordentliches Mitglied in den geheimen Rat berufen. Im Geheimen Rat war er Berichterstatter in Verfassungsfragen, er hatte sowohl als Abgeordneter wie dann auch als Regierungsvertreter großen Anteil am Zustandekommen des Verfassungsvertrages vom 25. September 1819. Im Jahr 1819 wurde er dann auch Präsident des Obertribunals in Stuttgart.

## Politik
Von 1815 bis 1817 war er als Abgeordneter von Wiblingen Mitglied der Ständeversammlung.

## Ehrungen
Georg Friedrich von Fischer wurde 1819 mit dem Ritterkreuz des Ordens der württembergischen Krone ausgezeichnet, welcher mit dem persönlichen Adelstitel (Nobilitierung) verbunden war. 1829 erhielt er das Komturkreuz des Kronordens und 1833 auch das Ritterkreuz des Friedrichs-Ordens.